# Hošnica
Hošnica je vas v Občini Slovenska Bistrica. Prebivalci se ukvarjajo pretežno s kmetijstvom, predvsem z živinorejo in mlekarstvom. Z mlekarstvom se je včasih ukvarjalo 22 kmetij (vaška zbiralnica), danes le še štirje. Hošnica je razgibana in ima status obdelave z omejenimi dejavniki. Dostop do nje je možen z več strani (Poljčane, Spodnja Brežnica, Križni Vrh, Laporje, Kočno ob Ložnici, Križeča vas). Je primerna za kolesarstvo, ker vodijo skozi njo mnoge poti in je prometno bolj umirjena.